# 다하라 렌토
다하라 렌토(일본어: 田原 廉登, 2001년 1월 8일~)는 일본의 축구 선수이다.

## 구단 경력
그는 2023년 J3리그의 YSCC 요코하마에 입단했다. 2024년후 일본 풋볼 리그에 강등했다.